# Naomi Osaka
Naomi Osaka (Osaka, 16 de outubro de 1997) é uma tenista profissional japonesa.
Em 2018, Osaka tornou-se a primeira japonesa a ganhar um torneio Grand Slam de simples, ao derrotar a americana Serena Williams na final do US Open daquele ano. Em 28 de janeiro de 2019, após vencer o Australian Open, tornou-se a primeira asiática a chegar a número 1 mundial do ranking da WTA.
Nascida no Japão, filha de pai haitiano e mãe japonesa, Osaka vive e estuda nos Estados Unidos desde os três anos de idade. Ela ganhou destaque aos dezesseis anos, quando derrotou a ex-campeã do US Open Samantha Stosur em sua estreia no WTA Tour no Stanford Classic 2014. Dois anos depois, ela alcançou sua primeira final WTA no Pan Pacific Open 2016 no Japão para entrar no top 50 do ranking WTA. Osaka fez sua descoberta no escalão superior do tênis feminino em 2018, quando ganhou seu primeiro título WTA no Indian Wells Open. No final do ano, ela derrotou Serena Williams, 23 vezes campeã de singles do Grand Slam, na final do US Open, tornando-se a primeira jogadora japonesa a ganhar um título de Grand Slam de simples.
Com seu status de várias vezes campeã de singles do Grand Slam, sua origem multiétnica e sua personalidade sincera, Osaka é uma das atletas mais vendáveis do mundo. Ela foi a atleta feminina com maior ganho de todos os tempos por renda anual em 2020, e ficou em 29.º lugar entre todos os atletas. Na quadra, Osaka tem um estilo de jogo agressivo com um saque poderoso que pode chegar a 125 milhas por hora (200 km/h).

## Início da vida e antecedentes
Naomi Osaka nasceu em 16 de outubro de 1997, em Chūō-ku, Osaka, no Japão, filha de Tamaki Osaka e Leonard François. Sua mãe é de Nemuro, Hokkaido, Japão, e seu pai é de Jacmel, Haiti. Ela tem uma irmã mais velha, Mari, que é ex-tenista profissional. As duas meninas receberam o sobrenome da mãe por motivos práticos quando a família morava no Japão. Os pais de Osaka se conheceram quando o pai dela estava visitando Hokkaido enquanto ele era um estudante universitário em Nova York.
Quando Osaka tinha três anos, sua família mudou-se do Japão para Elmont, Nova York, em Long Island, para morar com os pais de seu pai. Seu pai se inspirou para ensinar suas filhas a jogar tênis assistindo as irmãs Williams competirem no Aberto da França de 1999. Tendo pouca experiência como tenista, ele procurou imitar como Richard Williams treinou suas filhas para se tornarem duas das melhores jogadoras do mundo, apesar de nunca ter praticado o esporte. François comentou que "o projeto já estava lá. Eu só tinha que segui-lo", no que diz respeito ao plano detalhado que Richard havia desenvolvido para suas filhas. Ele começou a treinar Naomi e Mari assim que elas se estabeleceram nos Estados Unidos. Em 2006, sua família mudou-se para a Flórida quando ela tinha oito ou nove anos para que tivessem melhores oportunidades de treinamento. Ela praticava nas quadras públicas de Pembroke Pines durante o dia e estudava em casa à noite. Quando ela tinha 15 anos, ela começou a trabalhar com Patrick Tauma na ISP Academy. Em 2014, ela se mudou para a Harold Solomon Tennis Academy. Mais tarde, ela treinou na ProWorld Tennis Academy.
Embora Osaka tenha sido criada nos Estados Unidos, seus pais decidiram que suas filhas representariam o Japão. Eles disseram: "Tomamos a decisão de que Naomi representaria o Japão desde cedo. Ela nasceu em Osaka e foi criada em uma família de cultura japonesa e haitiana. Simplesmente, Naomi e sua irmã Mari sempre se sentiram japonesas, de modo que foi nossa única razão. Nunca foi uma decisão motivada financeiramente nem nunca fomos influenciados de qualquer maneira por qualquer federação nacional." Essa decisão também pode ter sido motivada por um desinteresse da United States Tennis Association (USTA) quando ela ainda era uma jovem jogadora. A USTA posteriormente ofereceu a ela a oportunidade de treinar em seu centro nacional de treinamento em Boca Raton, Flórida, quando ela tinha 16 anos, mas ela recusou.

## Carreira profissional

### 2011–2015: Primeira vitória em uma partida do WTA Tour
Osaka nunca competiu no Circuito ITF Júnior, o principal torneio internacional de juniores, e apenas disputou um pequeno número de torneios juniores em qualquer faixa etária. Em vez disso, ela pulou para o Circuito Feminino da ITF e jogou sua primeira partida de qualificatória em outubro de 2011, em seu aniversário de 14 anos. Ela então fez sua estreia profissional em duplas em seu próximo torneio em março com sua irmã Mari. Enquanto isso, ela não se qualificou para sua primeira chave principal de simples até julho, em sua sétima tentativa. Seu melhor resultado na temporada de 2012 veio em um evento de US$ 10 mil em Amelia Island, onde perdeu para sua irmã nas semifinais. Osaka nunca ganhou um título no nível ITF, apenas conseguindo terminar como vice-campeã em quatro ocasiões. Suas duas primeiras finais foram no nível de US$ 25 mil, uma das quais foi em junho de 2013 em El Paso, Texas. A outra foi em março de 2014 em Irapuato, México, e incluiu uma vitória sobre sua irmã.
Em setembro de 2013, Osaka se profissionalizou pouco antes de completar 16 anos. Ela participou de suas duas primeiras chaves de qualificatórias no WTA Tour naquele mesmo mês no Challenge Bell em Quebec e no Pan Pacific Open em Tóquio. Este último evento foi sua primeira oportunidade de competir profissionalmente no Japão. No verão seguinte, Osaka se classificou para sua primeira chave principal do WTA Tour no Stanford Classic de 2014. Em sua estreia no torneio, ela derrotou a número 19 do mundo, Samantha Stosur, em uma partida acirrada onde salvou um match point no tiebreak do segundo set e se recuperou de uma desvantagem de 5–3 no terceiro set. Ela ainda tinha apenas 16 anos e ocupava a 406ª posição na época. Osaka também venceu uma partida como "wild card" no Japan Women's Open, sua única outra chave principal do ano no WTA Tour. Essas vitórias a ajudaram a progredir para o top 250 do ranking antes do final da temporada.
Apesar de não ter vencido outra partida de simples de chave principal do WTA Tour em 2015, Osaka continuou a subir no ranking. Ela alcançou suas duas finais de nível mais alto, a primeira na US$ 75k Kangaroo Cup [en] no Japão e a segunda no US$ 50k Surbiton Trophy [en] na Inglaterra. Após esses resultados de vice-campeã, Osaka foi classificada em posição alta o suficiente para entrar na qualificatória nos dois últimos eventos de Grand Slam do ano, Wimbledon e o US Open. Ela venceu sua primeira partida no US Open, mas não conseguiu se qualificar para nenhuma das chaves principais. Mesmo assim, Osaka teve um final de ano forte. Em outubro, durante o WTA Finals [en], ela venceu o torneio de exibição para quatro jogadoras "Rising Stars Invitational", derrotando a favorita e número 35 do mundo, Caroline Garcia, na final. Continuando a jogar em novembro, Osaka alcançou a maior final de sua carreira no WTA 125, Hua Hin Championships, na Tailândia. Depois de uma semifinal no evento de US$ 75k, Dunlop World Challenge [en] no Japão, ela terminou o ano na 144ª posição.

### 2023: Gravidez e hiato
Dias antes do Australian Open, Osaka anunciou sua desistência do campeonato, pois esperava o primeiro filho. A temporada de 2023 de Osaka foi interrompida devido ao seu namoro com o rapper Cordae. Em sua mensagem de retirada, ela confirmou aos fãs que estará de volta para o Australian Open de 2024. Mais tarde, ela anunciou seu retorno no Brisbane International de 2024.

### 2024: Retorno ao tênis
Osaka retornou ao tênis profissional como "wild card" no Brisbane International. Jogando sua primeira partida profissional desde setembro de 2022 no Pan Pacific Open, ela derrotou Tamara Korpatsch [en] na primeira rodada em sets diretos, que incluiu um "tiebreak" de 20 pontos no primeiro set, antes de perder para a defensora do título Karolina Pliskova na segunda rodada em uma partida de três sets muito acirrada. No Australian Open, Osaka enfrentou Caroline Garcia na primeira rodada, jogo que perdeu em sets diretos.
Prosseguindo sua campanha em quadras duras, agora no Oriente Médio, Osaka participou do Abu Dhabi Open, onde, como "wild card" perdeu para Danielle Collins na primeira rodada em set diretos em uma reação incrível da adversária. Em Doha, ela chegou às quartas de final onde perdeu para Karolina Pliskova em sets diretos, porém equilibrados. No giro americano, ela chegou a terceira rodada tanto em Indian Wells quanto em Miami.
Osaka iniciou a temporada em quadras de saibro no Open Rouen Métropole, onde perdeu na primeira rodada para Martina Trevisan em sets diretos. No Aberto de Madri, venceu Greet Minnen [en] na primeira rodada em sets diretos mas perdeu na segunda para  Liudmila Samsonova em jogo de três sets. Já no Aberto de Roma, venceu Clara Burel na primeira rodada, Marta Kostyuk na segunda e Daria Kasatkina na terceira, todos esses jogos em sets diretos, mas na quarta rodada, perdeu para Zheng Qinwen, também em sets diretos. No Aberto da França, usando o critério de "ranking protegido", venceu Lucia Bronzetti na primeira rodada em jogo de três sets, mas perdeu na segunda para a cabeça de chave N° 1, Iga Swiatek, em jogo de três sets, muito equilibrado e cheio de reviravoltas.
Osaka começou a temporada em quadras de grama no Berlim Ladies Open, para o qual recebeu um "wild card", no entanto, perdeu na primeira rodada para a cabeça de chave N° 6, Zheng Qinwen em jogo de três sets.

## Finais do WTA Tour
| Categoria                    | S   | D   | DM  |
| ---------------------------- | --- | --- | --- |
| Grand Slam                   | 4–0 | 0–0 | 0–0 |
| Fim de temporada             | 0–0 | 0–0 | —   |
| Jogos Olímpicos              | 0–0 | 0–0 | 0–0 |
| Premier Mandatory / WTA 1000 | 2–2 | 0–0 | —   |
| Premier 5                    | 0–1 | 0–0 | —   |
| Premier / WTA 500            | 1–2 | 0–0 | —   |
| International / WTA 250      | 0–0 | 0–0 | —   |

| Piso    | S   | D   | DM  |
| ------- | --- | --- | --- |
| duro    | 7–5 | 0–0 | 0–0 |
| saibro  | 0–0 | 0–0 | 0–0 |
| grama   | 0–0 | 0–0 | 0–0 |
| carpete | 0–0 | 0–0 | —   |

### Simples: 12 (7 títulos, 5 vices)
| Status | V–D | Data     | Torneio                 | Cidade/país                  | Categoria         | Piso | Adversária               | Placar         |
| ------ | --- | -------- | ----------------------- | ---------------------------- | ----------------- | ---- | ------------------------ | -------------- |
| Perdeu | 7–5 | Ago 2025 | WTA de Montreal         | Montreal, Canadá             | WTA 1000          | duro | Victoria Mboko           | 6–2, 4–6, 1–6  |
| Perdeu | 7–4 | Abr 2022 | Miami Open              | Miami, Estados Unidos        | WTA 1000          | duro | Iga Świątek              | 4–6, 0–6       |
| Venceu | 7–3 | Fev 2021 | Australian Open         | Melbourne, Austrália         | Grand Slam        | duro | Jennifer Brady           | 6–4, 6–3       |
| Venceu | 6–3 | Set 2020 | US Open                 | Nova York, Estados Unidos    | Grand Slam        | duro | Victoria Azarenka        | 1–6, 6–3, 6–3  |
| Perdeu | 5–3 | Ago 2020 | Western & Southern Open | Nova York, Estados Unidos    | Premier 5         | duro | Victoria Azarenka        | w.o.           |
| Venceu | 5–2 | Out 2019 | China Open              | Pequim, China                | Premier Mandatory | duro | Ashleigh Barty           | 3–6, 6–3, 6–2  |
| Venceu | 4–2 | Set 2019 | Toray Pan Pacific Open  | Osaka, Japão                 | Premier           | duro | Anastasia Pavlyuchenkova | 6–2, 6–3       |
| Venceu | 3–2 | Jan 2019 | Australian Open         | Melbourne, Austrália         | Grand Slam        | duro | Petra Kvitová            | 7–62, 5–7, 6–4 |
| Perdeu | 2–2 | Set 2018 | Toray Pan Pacific Open  | Tóquio, Japão                | Premier           | duro | Karolína Plíšková        | 4–6, 4–6       |
| Venceu | 2–1 | Set 2018 | US Open                 | Nova York, Estados Unidos    | Grand Slam        | duro | Serena Williams          | 6–2, 6–4       |
| Venceu | 1–1 | Mar 2018 | BNP Paribas Open        | Indian Wells, Estados Unidos | Premier Mandatory | duro | Daria Kasatkina          | 6–3, 6–2       |
| Perdeu | 0–1 | Set 2016 | Toray Pan Pacific Open  | Tóquio, Japão                | Premier           | duro | Caroline Wozniacki       | 5–7, 3–6       |

## Finais de WTA Challenger

### Simples: 1 (1 vice)
| Status | V–D | Data     | Torneio                   | Cidade/país        | Piso | Adversária         | Placar         |
| ------ | --- | -------- | ------------------------- | ------------------ | ---- | ------------------ | -------------- |
| Perdeu | 0–1 | Nov 2015 | EA Hua Hin WTA 125 Series | Hua Hin, Tailândia | duro | Yaroslava Shvedova | 4–6, 7–68, 4–6 |

## Finais do Circuito ITF

### Simples: 4 (4 vices)
| Status | V–D | Data     | Cidade/país                         | Categoria | Piso  | Adversária         | Placar        |
| ------ | --- | -------- | ----------------------------------- | --------- | ----- | ------------------ | ------------- |
| Perdeu | 0–4 | Jun 2015 | Surbiton [en], Londres, Reino Unido | 50.000    | grama | Vitalia Diatchenko | 56–7, 0–6     |
| Perdeu | 0–3 | Mai 2015 | Gifu, Japão                         | 75.000    | duro  | Zheng Saisai       | 6–3, 5–7, 4–6 |
| Perdeu | 0–2 | Mar 2014 | Irapuato, México                    | 25.000    | duro  | Indy de Vroome     | 6–3, 4–6, 1–6 |
| Perdeu | 0–1 | Jun 2013 | El Paso, Estados Unidos             | 25.000    | duro  | Sanaz Marand       | 4–6, 4–6      |